# Przeklęta ziemia
Przeklęta ziemia – polski film obyczajowy z 1982 roku.

## Obsada aktorska
- Jan Jurewicz - Jan
- Paweł Paradowski - mały Jan
- Franciszek Muła - Paweł
- Maria Zydorek-Probosz - Urszula
- Hanna Banaszak - Halina
- Tomasz Zaliwski - ojciec Jana
- Anna Milewska - matka Jana
- Józef Pieracki - organista
- Zdzisław Kozień - proboszcz
- Erwin Nowiaszek - profesor